# 李己雨
李己雨（1981年10月23日—），韓國男演員，名字常被音譯為李基宇。

## 感情生活
和李清娥共同出演《花美男拉麵店》相識，此後在李己雨擔任團長的明星滑雪團A11經常一起活動而發展為戀人，於2013年初開始交往。2019年双方证实已于2018年分手，未來會互相支持下去。

## 影視作品

### 電視劇
- 2004年：SBS《並非獨自一人（朝鲜语：혼자가 아니야）》飾演 李己雨（情境喜劇）
- 2005年：KBS《這該死的愛》飾演 金俊成
- 2006年：MBC《可惡的女人們》飾演 Rocky
- 2007年：OCN《黑道奶爸（朝鲜语：키드갱 (드라마)）》飾演 李刀刃
- 2008年：SBS《明星的戀人》飾演 鄭雨振
- 2011年：tvN《花美男拉麵店》飾演 崔江赫
- 2012年：KBS Drama《自體發光的她》飾演 偶像團體出身歌手（特別演出）
- 2012年：MBC《Stand-By》飾演 柳基佑
- 2013年：OCN《The Virus》飾演 金世鎮
- 2013年：MBC《韓國小姐》飾演 李允
- 2014年：tvN《花樣爺爺搜查隊》飾演 朴泰民
- 2015年：SBS《深夜食堂》飾演 披薩店老闆（特別演出）
- 2016年：tvN《記憶》飾演 申永振
- 2016年：SBS《Doctors》飾演 孔秉斗（特別演出）
- 2016年：O'live（朝鲜语：올'리브）《屬貓廚師》飾演 呂文俊
- 2017年：JTBC《有品位的她》飾演 姜奇浩
- 2017年：JTBC《只是相愛的關係》飾演 徐周元
- 2018年：SBS《命運與憤怒》飾演 陳泰伍
- 2018年：《四子》飾演 姜日權
- 2019年：SBS《偵探醫生》飾演 崔泰英
- 2020年：JTBC《重回18歲》飾演 崔日權
- 2022年：JTBC《我的出走日記》飾演 曹泰勳
- 2022年：tvN《流星》飾演 安俊浩（特別演出）
- 2023年：JTBC《代理公司》飾演 鄭在勳（特別演出)
- 2023年：JTBC《奇蹟的兄弟》飾演 李明石
- 2024年：MBC《夜晚開的花》飾演 朴允鶴
- 2024年：Netflix《一箱情緣》飾演 徐道河

### 電影
- 2003年：《緣起不滅》飾演 尹泰秀
- 2004年：《野蠻師姐》飾演 王子4（特別出演）
- 2004年：《那小子真帥（朝鲜语：그 놈은 멋있었다 (영화)）》飾演 金憲成
- 2004年：《迴旋踢（朝鲜语：돌려차기 (영화)）》飾演 崔錫奉
- 2005年：《劇場前（朝鲜语：극장전）》飾演 全尚元
- 2005年：《戀人絮語》飾演 尚圭
- 2006年：《錯過愛情（朝鲜语：사랑을 놓치다）》飾演 尚植
- 2006年：《海邊的女人（朝鲜语：해변의 여인）》飾演 白樺樹管理人
- 2007年：《難道不好嗎（朝鲜语：좋지 아니한가）》飾演 真誠
- 2007年：《惡魔在身後（朝鲜语：두 사람이다）》飾演 朴賢重
- 2007年：《等到發狂》饰演 几成（客串）
- 2008年：《甜蜜的謊言》饰演 姜民佑
- 2008年：《葡萄酒的故事》饰演 民成
- 2010年：《婚紗（朝鲜语：웨딩드레스 (2010년 영화)）》饰演 智勋
- 2011年：《我們身邊的犯罪》饰演 李警官
- 2013年：《黄豆芽》饰演 日洪
- 2014年：《追跡者》
- 2016年：《時間脫離者》飾演 李泰秀
- 2017年：《女教師》飾演 李鍾燦（特別出演）
- 待定：《暴露》

### MV
- 2002年：Noel《100日間》
- 2006年：Brian《活在冬天的一年》（與全慧彬）
- 2009年：KCM《在遠方》（與尹智敏）
- 2012年：金亨俊《Sorry I'm Sorry》（與姜至奐）
- 2012年：NAUL《風的記憶》（與鄭恩彩）

## 獲獎
- 2016年：第9屆韓國電視劇節－Hot 明星賞《記憶》
- 2022年：第13屆韓國電視劇節－男子優秀賞《我的出走日記》

## 外部連結
- 李己雨的X（前Twitter）
- 李己雨的Instagram帳戶
- 李己雨在NAVER上的资料
- 李己雨在Daum上的资料